# The Master (film, 1989)
Pour les articles homonymes, voir The Master.
Pour plus de détails, voir Fiche technique et Distribution.
The Master (黃飛鴻'92之龍行天下, Long hang tian xia) est un film d'action hongkongais produit et réalisé par Tsui Hark en 1989.
Le film n'est sorti qu'en 1992, après que le succès du film Il était une fois en Chine a rendu très populaire Jet Li.
Il totalise 8 096 542 HK$ de recettes au box-office.

## Synopsis
À Los Angeles, le vieux Maître Tak (Yuen Wah), le propriétaire chinois d'une boutique d'herbes médicinales traditionnelles, est attaqué dans son magasin par Johnny (Jerry Trimble), un champion à la tête d'une petite armée d'élève, cherchant à vaincre tous les meilleurs pratiquants de kung-fu. Tak est vaincu mais est sauvé de la mort par Anna (Anne Rickets), une jeune fille qui passait par là. Elle l'accueille dans son mobile-home pendant sa convalescence.
Jet (Jet Li), le meilleur élève de Tak, débarque de Hong Kong pour rendre visite à son maître. À peine est-t-il descendu du bus qu'il se fait voler ses affaires par trois latinos. Ils les pourchassent et réussit à récupérer ses biens. Les trois voleurs sont cependant tellement impressionnés par ses prestations qu'ils le supplient de leur apprendre le kung-fu, ce qu'il refuse catégoriquement. Il prend ensuite un taxi conduit par un Chinois qui veut l’arnaquer avec un faux compteur qui lui réclame plus de 400$. Arrivé à la boutique dévastée de Tak, il découvre que le magasin est fermé par la banque qui réclame deux mois de loyers. Il fait la rencontre de May (Crystal Kwok), employée de la banque, sur place. Seul en Amérique, il retrouve par hasard les trois voleurs d'auparavant qu'ils emmènent chez eux dans un squat. Arrivés sur place, ils sont cependant attaqués par un gang rival beaucoup plus nombreux. Jet n'est d'abord pas pris à partie et commence à prendre le chemin du retour mais pris de pitié pour ses nouveaux amis, il décide de se battre et met le gang rival au tapis. Tous les agresseurs prennent alors la fuite après avoir mis le feu au squat des trois latinos qui se retrouvent alors sans toit.
De son côté, Johnny et ses élèves passent d'école en école pour vaincre tous les maîtres et se faire un nom. Jet se retrouve ensuite au milieu d'une tentative de vol de la voiture de May dans un parking. Il se retrouve à se battre aux côtés de Johnny, mais celui-ci le reconnaît à partir d'une des photos de la boutique de Tak et se met à l'attaquer. Jet et May prennent alors la fuite. Anna se fait surprendre par les trois latinos au magasin de Tak alors qu'elle cherche quelque chose, mais les élèves de Johnny débarquent soudainement et mettent tout le monde au tapis avant de partir. Arrivé sur place peu après, Jet rencontre Anna qui l'amène à son mobile-home où il retrouve enfin Maître Tak. Mais celui-ci, toujours convalescent, déclare avoir renoncé au kung-fu et à la médecine traductionnelle et refuse de  voir Jet.
De son côté, Jet décide de former ses trois amis au kung-fu pour se défendre. Alors que les élèves de Johnny refont irruption à la boutique de magasin de Tak, Jet et ses élèves parviennent très facilement à les chasser. Johnny débarque ensuite et affronte Jet en duel singulier dans la rue avant que la police n'intervienne.
Comme son maître ne veut plus continuer à lui enseigner le kung-fu, Jet décide de rentrer à Hong Kong. Dans le bus pour l'aéroport, il est attaqué par un homme du gang ayant incendié le squat et armé d'un fusil à pompe. Il réussit à le vaincre et à reprendre le contrôle de l'autobus après la mort du chauffeur. May a suivi l'autobus avec sa voiture et est tombée amoureuse de Jet. Pendant ce temps, Tak et les trois latinos se rendent sur le toit d'un gratte-ciel pour affronter et vaincre définitivement Johnny et ses nombreux élèves qui retiennent Anna en otage.
Jet et May se rendent au magasin de Tak où ils trouvent un mot et le testament de Tak. Ils se précipitent alors sur le toit où Tak a neutralisé beaucoup d'élèves de Johnny mais commence à fatiguer. Jet prend le relais et combat Johnny pendant que Tak et ses amis s'occupe du reste des adversaires et sauvent Anna.
Finalement, Jet monte dans le bus de l'aéroport pour enfin rentrer à Hong Kong. Il découvre que May est également dedans et prévoit de partir à Hong Kong avec lui pour des vacances. Mais Jet ne retrouve pas son passeport et voit par la fenêtre ses trois amis et Maître Tak en voiture qui le lui montrent. Il est obligé de rester.

## Fiche technique
- Titre original : 黃飛鴻'92之龍行天下
- Titre français : The Master
- Réalisation : Tsui Hark
- Scénario : Tsui Hark
- Production : Lam Kei-to et Lau Tai-muk
- Pays d’origine :  Hong Kong
- Langue originale : cantonais
- Format : couleur — 35 mm — 1,85:1 — son Mono
- Genre : action, comédie
- Durée :
  - 92 minutes (Hong Kong)
  - 88 minutes (États-Unis)
- Dates de sortie :
  - Hong Kong : 28 mai 1992

## Distribution
- Jet Li (VF : Pierre-François Pistorio) : Jet
- Yuen Wah (VF : Patrice Dozier) : Maître Tak
- Jerry Trimble : Jonny
- George Cheung : Paul
- Crystal Kwok : May